# Låglandspeltops
Låglandspeltops (Peltops blainvillii) är en fågel i familjen svalstarar inom ordningen tättingar.

## Utseende och läte
Låglandspeltops är en medelstor tätting med karakteristisk fjäderdräkt: svart, med vita teckningar på kinden och ryggen samt lysande rött över och under stjärtbasen. Den är mycket lik systerarten bergpeltops, men denna förekommer på högre höjder och har större vit kindfläck. Lätet är ett dubblerat "plik-it!" som upprepas regelbundet. Även ett vibrerande skallrande ljud som inte alls låter som att det kommer från en fågel kan höras.

## Utbredning och systematik
Arten förekommer i lågland på Nya Guinea, Waigeo, Misool och Salawatiön. Den behandlas som monotypisk, det vill säga att den inte delas in i några underarter.

### Familjetillhörighet
Törnkråkorna i Cracticus, kurrawongerna i Strepera samt de två arterna i Peltops placerades tidigare i den egna familjen Cracticidae. Dessa är dock nära släkt med svalstararna i Artamidae och förs allt oftare dit.

## Status och hot
Arten har ett stort utbredningsområde, men tros minska i antal, dock inte tillräckligt kraftigt för att den ska betraktas som hotad. Internationella naturvårdsunionen IUCN listar arten som livskraftig (LC).